# Kaddour Manhieddine
Kaddour Manhieddine (* 17. Oktober 1944 in Blida; †  20. August 2012 in Albanien) war ein algerischer Radrennfahrer.

## Sportliche Laufbahn
1969 war er auf einer Etappe der Kuba-Rundfahrt erfolgreich. 1972 gewann er den Grand Prix d’Annaba, ein Etappenrennen im Vorfeld der Algerien-Rundfahrt vor Sergio Martínez. 1974 konnte er das Zeitfahren von Algier gewinnen.
Die Internationale Friedensfahrt fuhr er 1966 und wurde 78. der Gesamtwertung, 1969 schied er aus.